# Liste der Hochhäuser in Oklahoma
In der Liste der Hochhäuser in Oklahoma werden die Hochhäuser im US-Bundesstaat Oklahoma ab einer strukturellen Höhe von 75 Metern aufgezählt. Das bedeutet die Höhe bis zum höchsten Punkt des Gebäudes ohne Antenne. Aufgezählt werden nur fertiggestellte und im Bau befindliche Hochhäuser.

## Auflistung der Hochhäuser nach Höhe
| Nr. | Name                         | Stadt         | Höhe                          | Etagen | Baujahr | Status |
| --- | ---------------------------- | ------------- | ----------------------------- | ------ | ------- | ------ |
| 1.  | Devon Energy Tower           | Oklahoma City | 257,4 m                       | 52     | 2012    | Erbaut |
| 2.  | One Williams Center          | Tulsa         | 203,3 m                       | 52     | 1975    | Erbaut |
| 3.  | Cityplex Central Tower       | Tulsa         | 197,5 m                       | 60     | 1981    | Erbaut |
| 4.  | First Place Tower            | Tulsa         | 157,3 m                       | 41     | 1973    | Erbaut |
| 5.  | Mid-Continent Tower          | Tulsa         | 156,4 m                       | 36     | 1984    | Erbaut |
| 6.  | Cotter Ranch Tower           | Oklahoma City | 152,4 m                       | 36     | 1971    | Erbaut |
| 7.  | First National Center        | Oklahoma City | 150,3 m (Höhe bis zur Spitze) | 33     | 1931    | Erbaut |
| 8.  | City Place                   | Oklahoma City | 134 m                         | 33     | 1931    | Erbaut |
| 9.  | First Oklahoma Tower         | Oklahoma City | 132,3 m                       | 31     | 1982    | Erbaut |
| 10. | Bank of America Center       | Tulsa         | 125,6 m                       | 32     | 1967    | Erbaut |
| 11. | 320 South Boston Building    | Tulsa         | 121,9 m                       | 22     | 1929    | Erbaut |
| 12. | SandRidge Center             | Oklahoma City | 119,8 m                       | 30     | 1973    | Erbaut |
| 13. | 110 West 7th Building        | Tulsa         | 118,3 m                       | 28     | 1971    | Erbaut |
| 14. | University Club Tower        | Tulsa         | 115 m                         | 32     | 1966    | Erbaut |
| 15. | Cityplex West Tower          | Tulsa         | 106,1 m                       | 30     | 1981    | Erbaut |
| 16. | Philtower Building           | Tulsa         | 104,6 m                       | 24     | 1928    | Erbaut |
| 17. | Williams Center Tower II     | Tulsa         | 98,7 m                        | 23     | 1983    | Erbaut |
| 18. | Valliance Bank Tower         | Oklahoma City | 97,8 m                        | 22     | 1984    | Erbaut |
| 19. | Bank of Oklahoma Plaza       | Oklahoma City | 94,5 m                        | 15     | 1971    | Erbaut |
| =   | AT&T Building                | Oklahoma City | 94,5 m (Höhe bis zur Spitze)  | 16     | 1928    | Erbaut |
| 21. | One Leadership Square        | Oklahoma City | 93,8 m                        | 22     | 1984    | Erbaut |
| 22. | One Leadership Square        | Bartlesville  | 89 m                          | 19     | 1964    | Erbaut |
| 23. | Regency Tower                | Oklahoma City | 88 m                          | 24     | 1967    | Erbaut |
| 24. | One Warren Place             | Tulsa         | 85,8 m                        | 20     | 1983    | Erbaut |
| 25. | Founders Tower               | Oklahoma City | 84 m                          | 20     | 1963    | Erbaut |
| 26. | Two Warren Place             | Tulsa         | 81,5 m                        | 19     | 1986    | Erbaut |
| 27. | Mid America Tower            | Oklahoma City | 80 m                          | 19     | 1981    | Erbaut |
| 28. | Liberty Towers               | Tulsa         | 77,4 m                        | 23     | 1965    | Erbaut |
| 29. | Boulder Towers               | Tulsa         | 77,1 m                        | 15     | 1960    | Erbaut |
| 30. | Union Plaza                  | Oklahoma City | 77 m                          | 18     | 1982    | Erbaut |
| 31. | Mayo Hotel                   | Tulsa         | 76,8 m                        | 18     | 1925    | Erbaut |
| 32. | First National Bank Building | Tulsa         | 76,2 m                        | 20     | 1950    | Erbaut |
| 33. | The Classen                  | Oklahoma City | 76 m                          | 20     | 1981    | Erbaut |
| 34. | Cityplex East Tower          | Tulsa         | 75,6 m                        | 20     | 1981    | Erbaut |
| 35. | Plaza Office Building        | Bartlesville  | 75 m                          | 16     | 1987    | Erbaut |